# Petrie (Queensland)
Petrie è un sobborgo di Brisbane, Queensland, Australia. Si trova a 24 km da Brisbane. Ha una popolazione di 8 566 abitanti.